# Сен-Бенуа-сюр-Ван
Сен-Бенуа́-сюр-Ван (фр. Saint-Benoist-sur-Vanne) — коммуна во Франции, находится в регионе Шампань — Арденны. Департамент — Об. Входит в состав кантона Экс-ан-От. Округ коммуны — Труа.
Код INSEE коммуны — 10335.
Коммуна расположена приблизительно в 120 км к юго-востоку от Парижа, в 95 км юго-западнее Шалон-ан-Шампани, в 31 км к западу от Труа.

## Население
Население коммуны на 2008 год составляло 234 человека.
| 1962 | 1968 | 1975 | 1982 | 1990 | 1999 | 2008 |
| ---- | ---- | ---- | ---- | ---- | ---- | ---- |
| 236  | 244  | 235  | 230  | 198  | 214  | 234  |

## Экономика

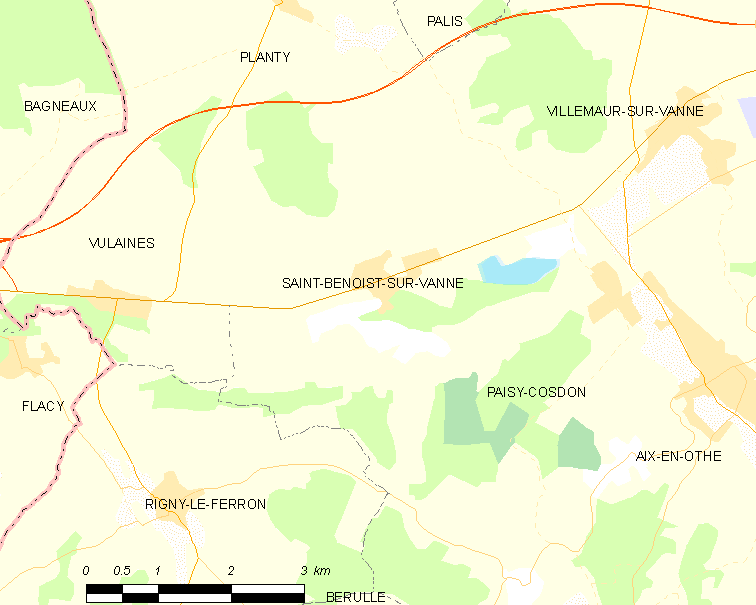
Карта коммуны

В 2007 году среди 133 человек в трудоспособном возрасте (15—64 лет) 104 были экономически активными, 29 — неактивными (показатель активности — 78,2 %, в 1999 году было 67,2 %). Из 104 активных работали 93 человека (51 мужчина и 42 женщины), безработных было 11 (3 мужчины и 8 женщин). Среди 29 неактивных 9 человек были учениками или студентами, 11 — пенсионерами, 9 были неактивными по другим причинам.

## Достопримечательности
- Замок Сен-Бенуа-сюр-Ван[фр.] (XVI век). Памятник истории с 1984 года[3]
- Часовня Курмононкль (XII век). Памятник истории с 1983 года[4]